# Scapania hyperborea
Scapania hyperborea là một loài rêu tản trong họ Scapaniaceae. Loài này được Jörg. miêu tả khoa học lần đầu tiên năm 1894.